# Polyporus meridionalis
Polyporus meridionalis és una espècie de fong de l'ordre dels poliporals (Polyporales). No és comestible a causa de la consistència de la seva carn fibrosa i dura.

## Descripció
El barret és lleugerament convex quan és jove, però en poc temps esdevé aplanat i presenta una lleugera depressió que forma un melic al centre. Tot ell és de color bru ocraci pàl·lid, i la seua superfície està recoberta d'una densa capa de petites esquames d'una tonalitat bruna més fosca. A vegades, aquestes esquames semblen disposar-se formant anells concèntrics. El disc central, allà on es forma el melic, és llis, no té esquames, i és de color més fosc. El marge del barret és ciliat i, per tant, presenta pèls de color clar. El barret mesura d'1 a 2,5 cm de diàmetre.
Sota el barret no hi ha làmines sinó porus, que són de color blanc i poc densos, de secció allargada i angulosa, i de 0,5-1 x 0,2 mm de diàmetre. El color dels porus contrasta amb la cama, del mateix color bru del barret i de secció cilíndrica.
La cama mesura d'1 a 4 cm d'alçada per de 2 a 4 mm d'ample. La carn del barret és prima, i no té sabor ni olor remarcables. Les espores, de 7-9 x 3,5-4,5 µm, són el·lipsoidals, llises i hialines. Els basidis produeixen quatre espores. No hi ha cistidis. L'himeni està format per una mena de tubs blanquinosos decurrents al peu amb porus allargats de color blanc pur a crema amb l'edat.

## Hàbitat i distribució geogràfica
És força comú i apareix gairebé tot l'any (tret del juny, el juliol i l'agost) en llocs secs, assolellats i sobre restes de fusta d'alguns arbusts, especialment de romaní (Rosmarinus officinalis) i d'estepa (Cistus sp., com, per exemple, l'estepa ladanífera, Cistus ladanifer) entre 50 i 500 metres d'altitud. És de distribució típicament mediterrània i es troba a Turquia (Província de Bitlis), Xipre i Espanya (com ara, Càceres i l'illa d'Eivissa -on és molt freqüent-).

## Confusió amb altres espècies
Hi ha uns quants Polyporus semblants a Polyporus meridionalis que es distingeixen per l'hàbitat on creixen, per la forma i la mida dels porus i per les espores. Així, Polyporus brumalis viu en boscos de planifolis, gairebé no presenta esquames en el barret i els porus s'estenen lleugerament per la cama. Per altra banda, Polyporus arcularius té uns porus més angulosos i més grans. En canvi, Polyporus durus, Polyporus melanopus o Polyporus varius tenen els porus molt petits.